# Sony Ericsson Xperia X2
Sony Ericsson Xperia X2 är en mobiltelefon, smarttelefon, från Sony Ericssons Xperia-serie. Mobilen har en 3,2-tumsskärm, 8,1 megapixelkamera, Wi-Fi, GPS och 3G.